# مجدل عنجر
مجدل عنجر هي إحدى القرى اللبنانية من قرى قضاء زحلة في محافظة البقاع.

## جغرافيتها
تقع مجدل عنجر في سفح سلسلة جبال لبنان الشرقية. وهي إحدى بلدات البقاع الأوسط على الطريق الدولية التي تربط بين بيروت ودمشق. تقع عند نقطة الحدود اللبنانية والسورية المعروفة بالمصنع. تبعد 55كم عن العاصمة بيروت و57كم عن دمشق. ترتفع عن سطح البحر 900م. تبلغ مساحتها 25642775 متر مربع. عدد سكانها حوالي 23,000 نسمة.
تحوي في قسمها الغربي هضبتين تسميان: «الحصن» وتحوي قلعة مجدل عنجر الأثرية، «وشلمى». وتشكل ممرا شرقيا رئيسيا إلى البقاع الغربي وراشيا. ونقطة وصل بين لبنان وسوريا عبر وادي القرن.

## الموارد الطبيعية

### الزراعة
أهم المزروعات هي الحبوب وتشمل:القمح، الشعير، الذرة، العدس، الحمص إضافة إلى العنب، والبطاطا، والشمندر السكري، والتين، والجوز، والخوخ والمشمش والكرز، والرمان، واللوز، والزيتون، والتوت، والتفاح، والخيار، والبندورة، والكوسا، والملفوف، والقرنبيط، والبطيخ، الخس، والفجل، والبقدونس، والنعنع، والثوم، والبصل، والفول، واللوبياء.

### الثروة الحيوانية
اشتهرت مجدل عنجر بالحيوانات الأليفة منها: الخيول، الأبقار، الحمير، البغال،الغنم، والماعز والدجاج، والأوز، البط، والحمام، والنحل.

### الصناعة
لا تزيد عن كونها حرفة بدائية بسيطة، وتشمل صناعة الغذاء منها الخبز، والسكر، والطحين، وصناعة البناء. كما تأسس في مجدل عنجر سنة 1958م مصنع للسكر، وشكٌل نقطة تحول هامة في اقتصاد البلدة حيث أدى إلى تطور ملفت في زراعة الشمندر وصناعة السكر .

### التجارة
ينقسم النشاط التجاري في مجدل عنجر إلى قسمين: التجارة الداخلية، والتجارة الخارجية.
التجارة الداخلية: تنشط تجارة المواد الغذائية والاستهلاكية. إضافة إلى عمليات بيع المواقف بالمفرق والجملة.
التجارة الخارجية: تشكل العمود الفقري لاقتصاد البلدة. إذ يعتبر أبناء مجدل عنجر من أهم تجار الأدوات المنزلية والكهربائية.
إن مجدل عنجر تعتبر واحدة من أهم المنافذ البرية في لبنان، إذ تشكل عقدة التواصل بين لبنان والدول العربية، مما جعلها مركزا تجاريا ملفتا على صعيد المنطقة. فازدهرت المكاتب الجمركية في منطقة المصنع الحدودية، وكذلك المحلات التجارية الموجودة على طول الطريق الدولية، مما دفع بأبنائها إلى التجارة فشملت تجارتهم، تجارة المزروعات، والملابس، والقطع الإلكترونية المستوردة، والتحف والزجاج وغيرها.

### النشاط السياحي
استقطبت قلعة البلدة وجامعها الأثريان العديد من السياح على مدار السنة حيث يتوافدون في مجموعات عربا وأجانب، بالإضافة إلى الرحلات المدرسية من مختلف المناطق اللبنانية.

## التسمية
كلمة مجدل هي اسم آرامي يعني «المرقب» و«المكان العالي» أو «القصر المشرف». أما «عنجر» فتقسم إلى «عين» و«جر» وتعني «العين الجارية» كما يمكن أن تعني «زئير الأسد» أو «الصاعقة». ولهذه البلدة تسميات كثيرة، فسماها المصريون «تل العمارنة»، وسماها اليونانيون «خلقيس» أو «كلشيس» وتعني النحاس. وسماها داود ملك يهوذا «صوبا» وتعني «محلة». وأنشأها الفينيقيون تحت عنوان «مجدل عنجر أو دار العز».

## تاريخها
كان لمجدل عنجر شأن عظيم في التاريخ القديم لوقوعها على مدخل مدينة دمشق وما يجاورها من واد عظيم مسور بالجبال والتلال. ولذلك شيد القدماء فيها حصنا منيعا لرد الغارات عن المدن الداخلية. وذاعت شهرة هذه البلدة ونبغ منها علماء وأعيان منهم الفيلسوف «بمبليخوس» الذي ولد فيها وترعرع على الفلسفة والعلم فكان من كبار علماء عصره، وعلم في مدينة الإسكندرية وألف كتبا وله شرح على كتب أفلاطون. ومن مشاهيرها «لينجينوس الكلشيسي» و«بطليموس بن منايوس المثري» زعيم الايطوريين الذي تولى لبنان الشمالي وسهل سوريا المجوفة وحصن البلدة جاعلا اياها عاصمة له، فحارب الرومان مرارا حتى غلبه القائد الروماني بومبي سنة 64 ق.م فدمر البلدة ودك حصونها.
تحوي البلدة على جامع قديم مسمى بجامع «عمر بن الخطاب» شيده الوليد بن عبد الملك بن مروان. وتشتهر مجدل عنجر بقلعتها الأثرية والتي تدعى اليوم «القلعة» وموجودة على منبسط هضبة تدعى «الحصن»

## قلعة مجدل عنجر

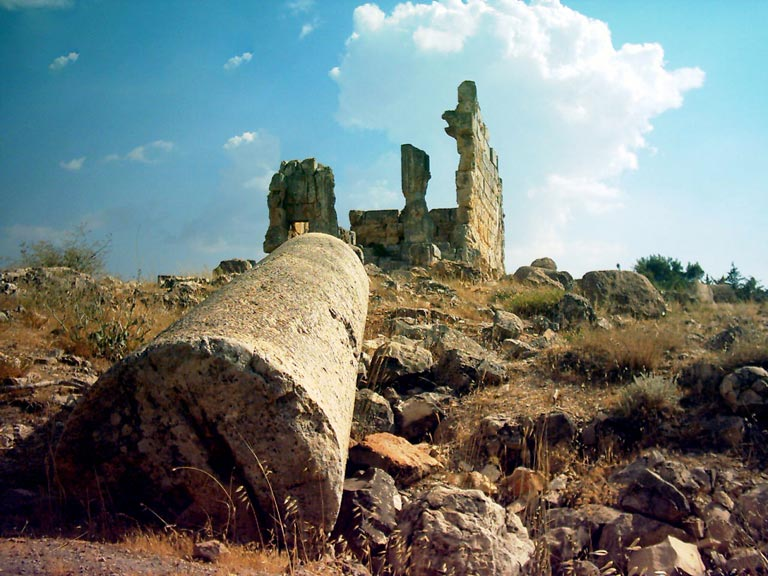
معبد روماني يعود تاريخه إلى الحقبة الرومانية

لمجدل عنجر معبد روماني مهمّ ومئذنة فريدة من نوعها في لبنان. أهالي القرية اعتادوا تسمية المعبد بالقلعة أو الحصن. هذه القلعة تقع على تل مرتفع يطل على اجزاء واسعة من سهل البقاع الأوسط والجنوبي وعلى مدخل وادي الحرير المفضي إلى دمشق، هناك حيث تنتصب قلعة مجدل عنجر، الذي يمثل معلماً تاريخياً قديما يشير إلى قدم البلدة وتاريخها السياسي والاجتماعي والعسكري على مر العصور.
يعود تاريخ بناء المعبد «قلعة مجدل عنجر» إلى الحقبة الرومانية، ويَرى بعض المؤرخين أنه يعود إلى نهاية القرن الأول الميلادي، ويطلق أهالي مجدل عنجر عليه تسميات عدة منها: الحصن والقلعة وقصر عنتر، وذلك نظرا لضخامة حجارته وخاصة الاساسات. يعود اكتشاف هذا المعبد في عصرنا الحديث إلى الحفريات التي قامت بها الدولة اللبنانية في الستينات من القرن الماضي، اثمرت تلك الحفريات وقتها عن توضيح معالم مدينة رومانية كانت تسمى كالسيس وبدأت عملية ترميم القلعة واعادة بعض الجدران والاعمدة إلى اماكنها. وأُبرزت التيجان المزخرفة اعلى الاعمدة واسفلها.
البارز في تصميم المعبد الدقة في نحت القسم العلوي منه والذي يعد لا مثيل له في لبنان فقد تميز باشكاله الهندسية وبدا ما اشتهر به سكان مدينة كالسيس، التقنية والدقة في العمل. ان معالم قلعة مجدل عنجر لا تقتصر على المعبد بالخاصة بل تنتشر من حوله بقايا معصرة زيتون وآبار عميقة محفورة في الصخر.
القلعة «حصن مجدل» تعرضت عبر العقود الماضية لنهب والسرقة على فترات متلاحقة، فسرق الكثير من  النواويس وقطع الفسيفساء، إضافةً إلى قطع أخرى من الأواني والفخاريّات والجرار الزجاجية والعملات القديمة وقطع ذهبية.
وخلال الحفريات التي اشرفت عليها الحكومة اللبنانية منذ أكثر من نصف قرن عُثر في قلعة مجدل عنجر على بعض المسكوكات من أيام ليسيانوس بن بطليموس بن مينا الأيطوري إضافةً إلى نقود ظهرت عليها صور للعديد من الأمراء والملوك، ومنها للملك اغريبا، وتماثيل كثيرة لرؤوس نساء ورجال. وكان بعض الباحثين والمؤرخين قد بدأوا يرجّحون أن المعبد الروماني في مجدل عنجر يخفي آثار مدينة كالسيس، وهي عاصمة شعب الأيطوريين، الذي عاش في البقاع، وحكم جبل لبنان مدة ثلاثمئة سنة. ويعدّ هذا الشعب من الشعوب الأكثر غموضاً بين سكّان المنطقة، فقد ذكره المؤرخون القدماء وقال عنه أبناؤه إنهم قطّاع طرق ولصوص، ولكن لا يمكن الجزم بذلك، فهذا الشعب كان يطالب باستقلاله الذاتي في فترات من الصراع الدموي.